# Théâtre dramatique et musical de Donetsk
L'académie de théâtre et de musique de Donetsk, en ukrainien : Донецький академічний український музично-драматичний театр et en russe : Донецкий государственный академический музыкально-драматический театр имени Марка Матвеевича Бровуна, est une institution culture de la ville de Donetsk dans l'oblast éponyme.

## Historique
L'académie de musique et de théâtre commençait en 1927 à Kharkiv, alors capitale de l'Ukraine. Il est translaté en 1933 à Donetsk. Il se trouve dans un bâtiment construit en 1961 par l'architecte Elisabeth Tchetchik.

## Illustrations

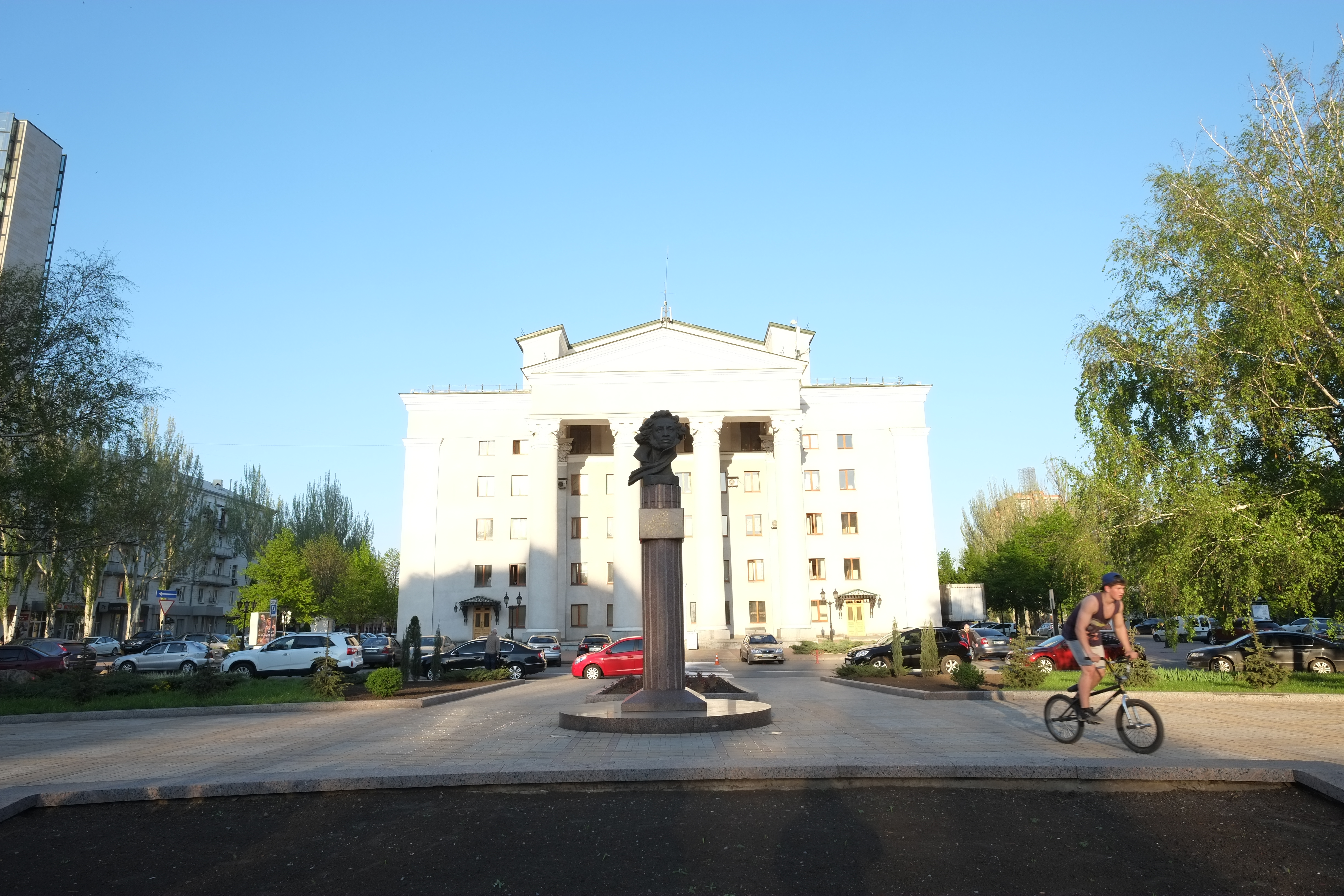
Différentes
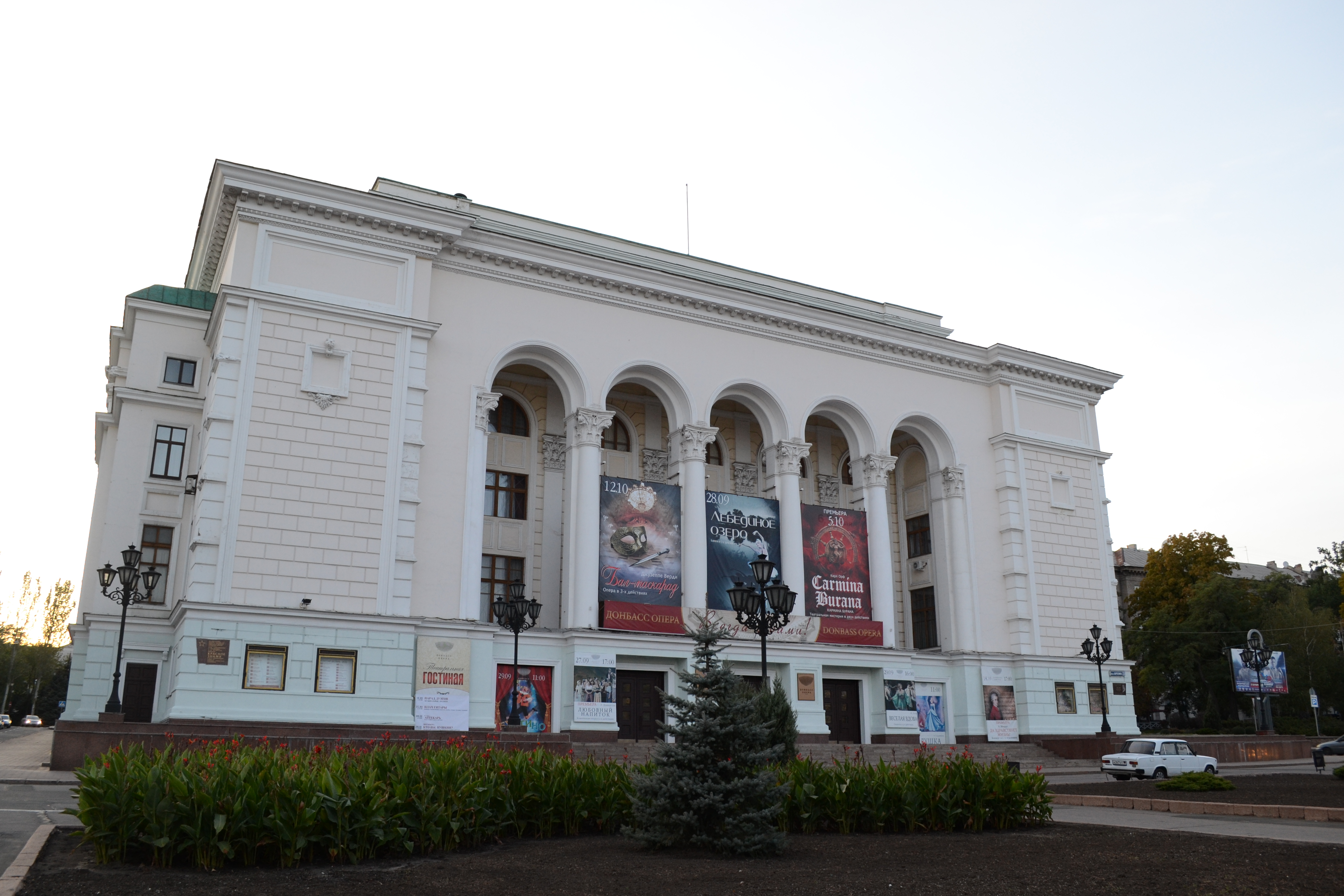
Façades.
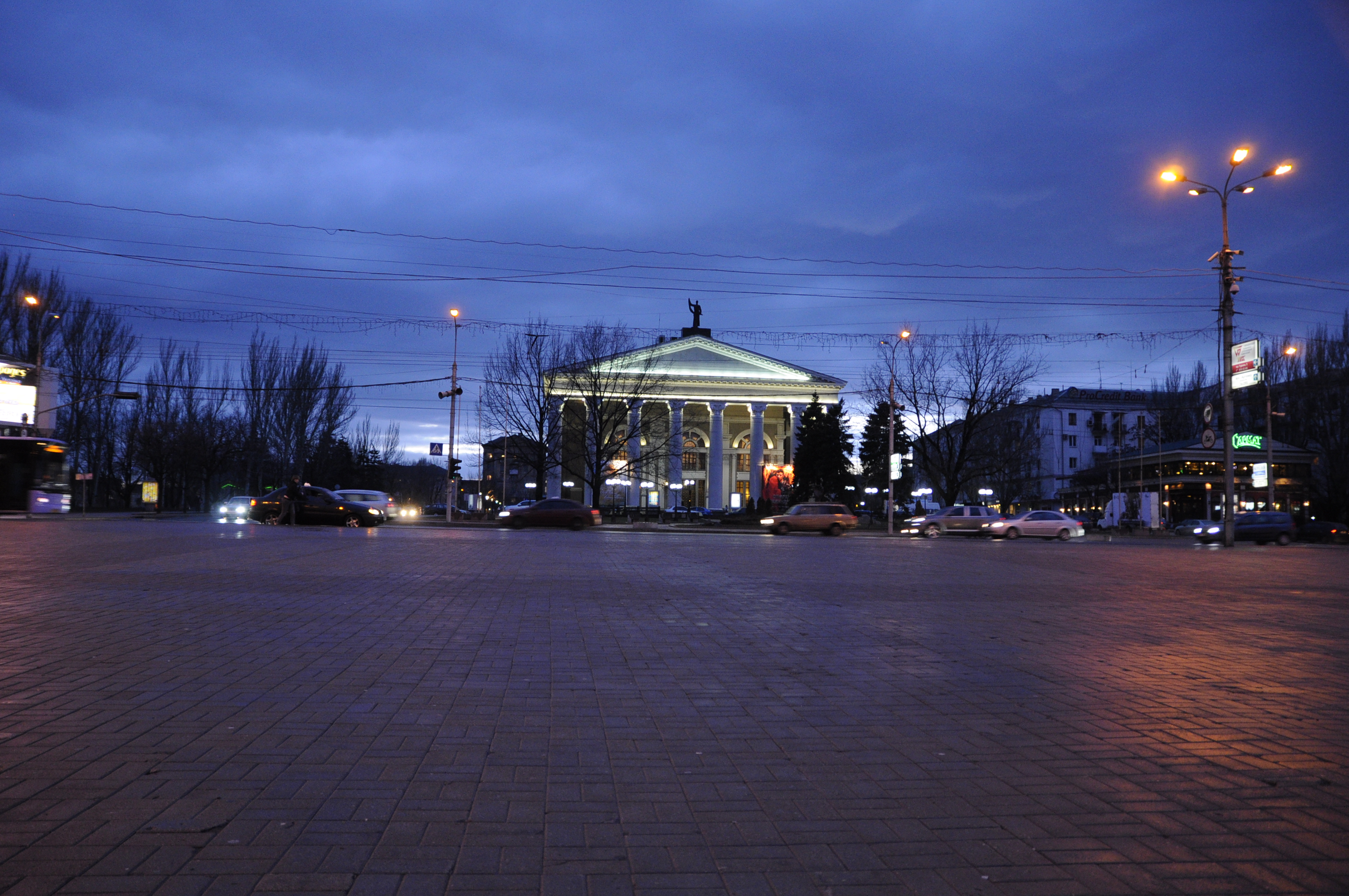
Vue de nuit et sa place.
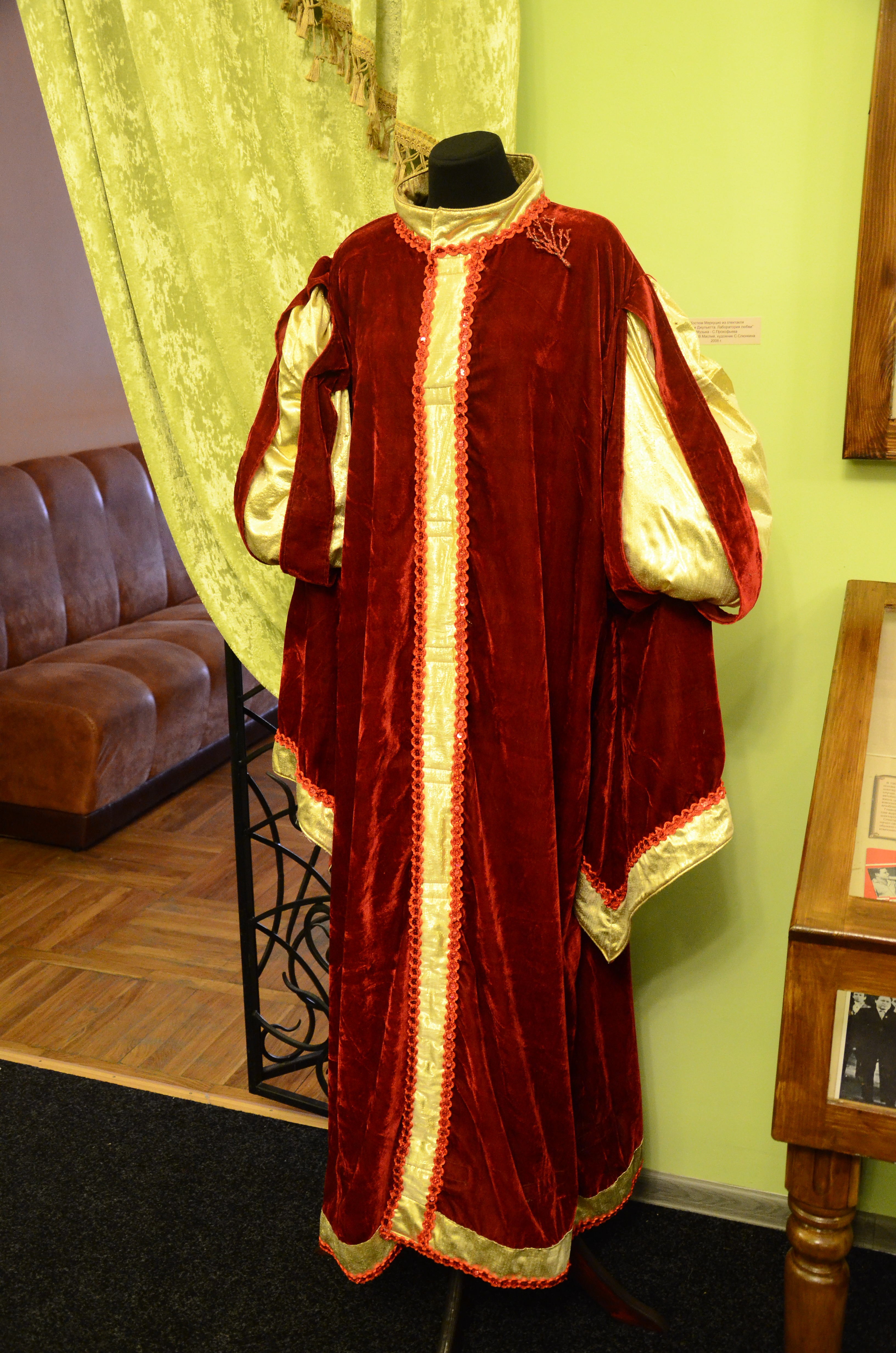
Sa partie
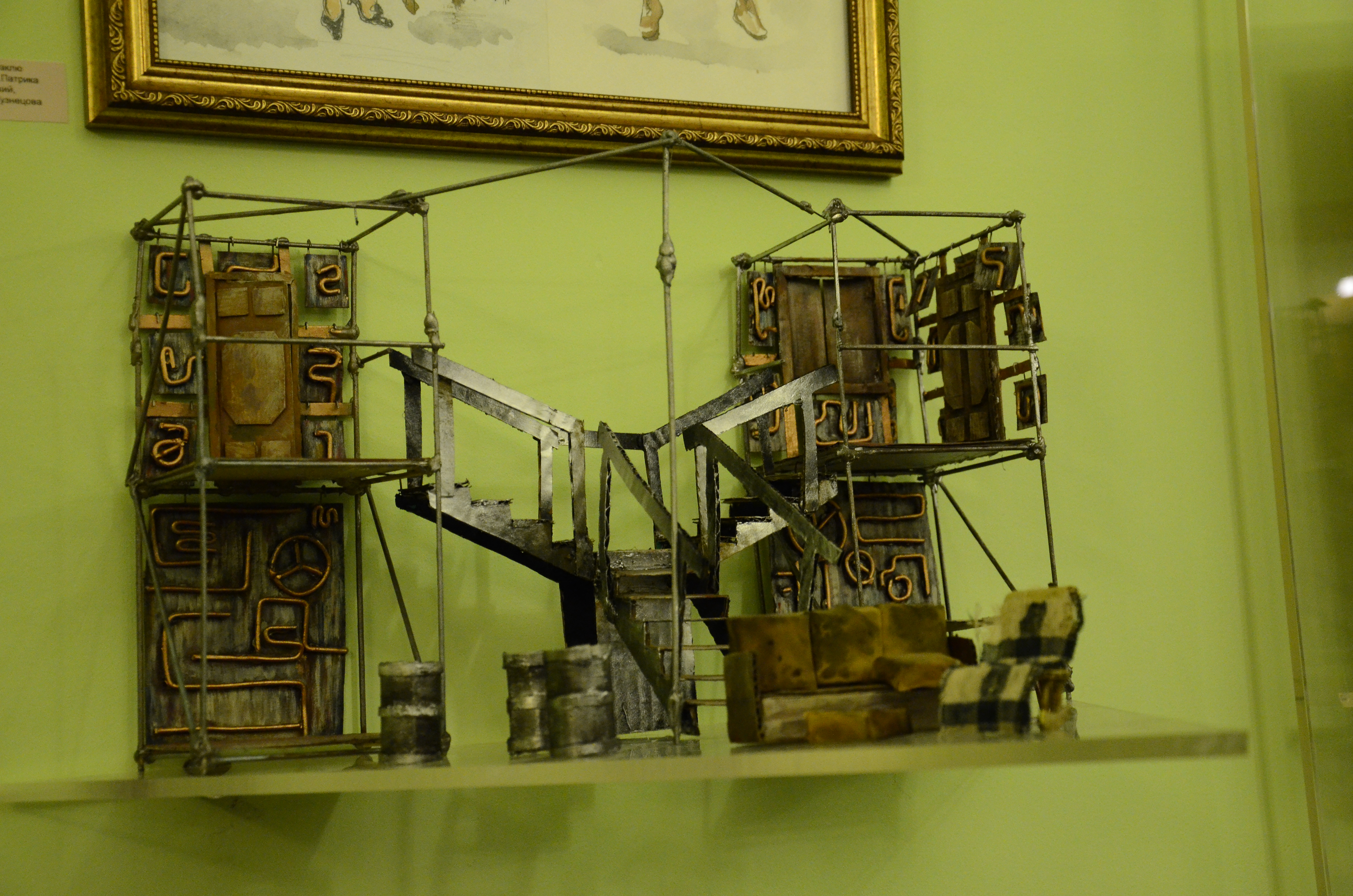
muséale.